# Isle-Aumont
Isle-Aumont è un comune francese di 524 abitanti situato nel dipartimento dell'Aube nella regione del Grand Est.

## Società

### Evoluzione demografica
Abitanti censiti